# Ida Kavafian
Ida Kavafian (en arménien Իդա Քավաֆյան), née le 29 octobre 1952 à Istanbul, est une violoniste et altiste américaine d'origine turco-arménienne.

## Biographie

### Jeunesse et formation
Ida Kavafian naît le 29 octobre 1952 à Istanbul de parents tous deux d'origine arménienne. En 1956, la famille émigre aux États-Unis. Ida commence le violon à l'âge de six ans à Détroit. Elle étudie le violon et l'alto à la Juilliard School de 1969 à 1975. Ses professeurs successifs sont Ara Zerounian, Mischa Mischakoff, Oscar Shumsky et Ivan Galamian,.

### Carrière

#### Concours et distinctions
En 1973, Ida Kavafian remporte sa première compétition internationale, la Vianna da Motta International Music Competition ; cinq ans plus tard, elle remporte les Young Concert Artists International Auditions, ce qui lui permet de commencer une carrière de concertiste à Carnegie Hall. Elle est également un des membres fondateurs du quatuor Tashi (en).

#### Encadrante et formatrice
Durant trente-cinq ans, Ida Kavafian est la directrice du festival Music from Angel Fire situé au Nouveau-Mexique, ne prenant sa retraite qu'en 2019,. Elle a également fondé le Bravo! Vail Music Festival au Colorado.
Elle préside également l'institut de musique Curtis. On compte notamment parmi ses élèves Bella Hristova. La qualité de sa formation dans cet institut lui vaut de recevoir un Lindback Award (en) pour l'ensemble de son enseignement.
Elle est également professeur à la Juilliard School et au Conservatoire de musique du Bard College (en).

#### Concerts, collaborations et enregistrements
Ida Kavafian a joué et enregistré des disques notamment avec Chick Corea et Wynton Marsalis, ainsi qu'avec Mark O'Connor. Elle crée et enregistre le concerto « Fire and Blood » de Michael Daugherty avec l'orchestre symphonique de Détroit. Elle collabore à l'orchestre de musique de chambre du centre Lincoln (en) durant plus de quarante années,.
En 1998, elle fonde avec Anne-Marie McDermott, son mari Steven Tenenbom (de) et Peter Wiley le quatuor Opus One.

#### Répertoires favoris
Ida Kavafian est en particulier réputée d'une part pour ses interprétations du répertoire classique, en particulier de Mozart, Beethoven et Mendelssohn, et d'autre part pour celles du répertoire du vingtième siècle, notamment de Ruth Crawford Seeger, Charles Wuorinen ou de Tōru Takemitsu.

### Vie privée
Ida Kavafian est la sœur cadette d'Ani Kavafian, également violoniste de haut niveau, avec qui elle a joué à plusieurs reprises en concert,.
Elle est mariée avec Steven Tenenbom (de), également violoniste et avec qui elle joue fréquemment au sein d'Opus One.
Outre sa carrière musicale, Ida Kavafian s'est également investie dans l'élevage, le dressage et la présentation en compétition de braques hongrois à poil court, activité pour laquelle elle obtient des premiers prix nationaux en 2003, 2007 et 2018.